# کریستینا گالبو
کریستینا گالبو (اسپانیایی: Cristina Galbó‎؛ زادهٔ ۱۷ ژانویهٔ ۱۹۵۰) بازیگر اهل اسپانیا است.
از فیلم‌هایی که وی در آن‌ها نقش داشته‌است، می‌توان به دوبار شلیک کن، چه بر سر سولانژ آوردی؟ و قاتل باید دوباره بکشد اشاره نمود.